# الخاندرو اریباس
الخاندرو اریباس (انگلیسی: Alejandro Arribas؛ زادهٔ ۱ مهٔ ۱۹۸۹) بازیکن فوتبال اهل اسپانیا است.
از باشگاه‌هایی که در آن بازی کرده‌است می‌توان به باشگاه فوتبال رایو وایکانو، باشگاه فوتبال رئال اویدو، باشگاه فوتبال اونیورسیداد ناسیونال، باشگاه فوتبال دپورتیوو لاکرونیا، باشگاه فوتبال اوساسونا، و باشگاه فوتبال سویا اشاره کرد.